# المجلس العسكري الانتقالي (1985)
المجلس العسكري الانتقالي ويُعرف أيضًا باسمي المجلس العسكري الانتقالي السوداني أو المجلس العسكري الانتقالي في السودان؛ هو مجلس عسكري سوداني، تشكّل عقب عزل الرئيس السوداني جعفر النميري في 6 أبريل 1985، عقب انتفاضة مارس-أبريل 1985. حكم المجلس السودان طيلة عام واحد، قبل أن يُسلّم الحكم لحكومة منتخبة، إثر انتخابات عامة جرت في أبريل 1986. تألّف المجلس الانتقالي من ستة عشر عضوًا، هم بالأساس قادة من أفرع القوات المُسلحة السودانية. ورأسه الفريق أوّل رُكن عبد الرحمن سوار الذهب رئيس هيئة الأركان ووزير الدفاع والقائد العام للقوات المسلحة السودانية، وأصبح رئيس هيئة الأركان بالإنابة الفريق أوّل ركن تاج الدين عبد الله الفضل نائبًا له.

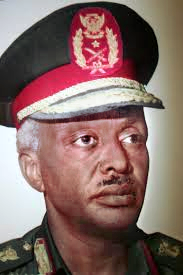
عبدالرحمن سوار الذهب - رئيس المجلس الإنتقالي

## أعضاؤه
تشكل المجلس العسكري في الأساس من هيئة أركان القوات المسلحة وقادة المناطق العسكرية على النحو التالي:
- الفريق أول / عبد الرحمن محمد حسن سوار الذهب رئيسًا
- الفريق أول / تاج الدين عبد الله فضل نائبًا للرئيس
- الفريق طيار/ محمد ميرغني محمد طاهر عضوًا
- الفريق بحري/ يوسف حسين احمد عضوًا
- الفريق مهندس/ محمد توفيق خليل عضوا
- الفريق المُتقاعد / يوسف حسن الحاج عضوًا
- اللواء أركان حرب / فابيان أقم لونج عضوًا
- اللواء / جيمس لورو عضوًا
- اللواء أركان حرب / عثمان الأمين السيد عضوًا
- اللواء أركان حرب / إبراهيم يوسف العوض الجعلي عضوًا
- اللواء أركان حرب / حمادة عبد العظيم حمادة عضوًا
- العميد أركان حرب / عثمان عبد الله محمد عضوًا
- العميد أركان حرب / فضل الله برمة ناصر عضوًا
- اللواء مهندس أركان حرب / عبد العزيز محمد الأمين عضوا
- العميد أركان حرب / فارس عبد الله حسنى عضوًا

## حل المجلس العسكري الانتقالي
عقب الانقلاب العسكري الذي قاده سوار الذهب، وافق الأخير على إجراء انتخابات عامة في أبريل 1986. اسفرت الانتخابات عن فوز، حزب الأمة برئاسة الصادق المهدي بتسعة وتسعين مقعدًا، تلاه حصول الحزب الاتحادي الديمقراطي برئاسة محمد عثمان الميرغني الختم صاحب الطريقة الختمية، على أربعة وستين مقعدًا، بينما حصل الدكتور حسن الترابي رئيس الجبهة الإسلامية القومية على واحد وخمسين مقعدًا. كذلك فاتزت الأحزاب السياسية الإقليمية في الجنوب وجبال النوبة وتلال البحر الأحمر بأعداد أقل من المقاعد. في حين فشل الحزب الشيوعي السوداني والأحزاب الراديكالية الأخرى في تحقيق أي انتصارات كبيرة.